# Bidessonotus
Bidessonotus is een geslacht van kevers uit de familie  waterroofkevers (Dytiscidae).
Het geslacht is voor het eerst wetenschappelijk beschreven in 1895 door Régimbart.

## Soorten
Het geslacht omvat de volgende soorten:
- Bidessonotus bicolor Guignot, 1957
- Bidessonotus browneanus J.Balfour-Browne, 1947
- Bidessonotus canis K.B.Miller, 1997
- Bidessonotus caraibus (Chevrolat, 1863)
- Bidessonotus championi J.Balfour-Browne, 1947
- Bidessonotus dubius Young, 1990
- Bidessonotus fallax J.Balfour-Browne, 1947
- Bidessonotus inconspicuus (LeConte, 1855)
- Bidessonotus inigmaticus Young, 1990
- Bidessonotus longovalis (Blatchley, 1919)
- Bidessonotus melanocephalus Régimbart, 1895
- Bidessonotus mexicanus Régimbart, 1895
- Bidessonotus mobilis J.Balfour-Browne, 1947
- Bidessonotus morosus J.Balfour-Browne, 1947
- Bidessonotus nepotinus J.Balfour-Browne, 1947
- Bidessonotus obtusatus Régimbart, 1895
- Bidessonotus otrerus Young, 1990
- Bidessonotus paludicolus Young, 1990
- Bidessonotus peregrinus J.Balfour-Browne, 1947
- Bidessonotus pictus Young, 1990
- Bidessonotus ploterus Young, 1990
- Bidessonotus pollostus Young, 1990
- Bidessonotus pulicarius (Aubé, 1838)
- Bidessonotus regimbarti J.Balfour-Browne, 1947
- Bidessonotus rhampherens Young, 1990
- Bidessonotus rubellus Young, 1990
- Bidessonotus sobrinus J.Balfour-Browne, 1947
- Bidessonotus tibialis Régimbart, 1895
- Bidessonotus truncatus J.Balfour-Browne, 1947
- Bidessonotus vicinus J.Balfour-Browne, 1947